# Roxanne (Film)
Roxanne ist eine Filmkomödie aus dem Jahr 1987, die lose auf dem Stück Cyrano de Bergerac von Edmond Rostand basiert. Die Regie führte Fred Schepisi. Das Drehbuch schrieb Steve Martin, der auch die Hauptrolle spielte.

## Handlung
Der Film beginnt damit, dass zwei des Weges kommende Sportler sich über C. D. Bales und dessen überlange Nase lustig machen und handgreiflich werden wollen. Sie werden von ihm gekonnt elegant außer Gefecht gesetzt.
C. D. Bales ist Leiter der Feuerwehr in einer Kleinstadt in den Rocky Mountains. Die aus freiwilligen Feuerwehrmännern bestehende Einheit bekommt durch den Berufsfeuerwehrmann Chris McConnell Verstärkung, der den alles andere als schlagkräftigen Trupp schulen und ausbilden soll. C.D.s auffälliges Merkmal ist seine übergroße Nase, und jede Bemerkung über selbige beantwortet er in der Regel handgreiflich. Die Menschen im Ort wissen das und vermeiden Hinweise auf seine Nase; trotzdem ist er im Ort wegen seiner Hilfsbereitschaft und auch verbalen Schlagfertigkeit beliebt. Sein psychologisches Geschick beweist er bei der Rettung einer Katze aus einem Baum oder bei einem störrischen Jungen auf dem Dach eines Hauses.
Roxanne, eine Astronomie-Studentin auf der Suche nach einem Kometen am Himmel, will nur mit einem Morgenmantel bekleidet ihren Einlass begehrenden Kater ins Haus lassen. Ein Windstoß schlägt die Terrassentür zu, der Morgenmantel wird eingeklemmt, und sie steht nackt, vom Haus ausgeschlossen, auf der Terrasse. Sie schleicht sich zur Feuerwehr, um Hilfe zu holen und trifft auf C. D. Er lässt sie auf dem Weg zu ihrem Haus tatsächlich nackt hinter sich herlaufen, weil sie sein Angebot, ihr den Mantel zu leihen, ironisch verneinte. Nachdem er über ein geöffnetes Dachfenster in das Haus eingestiegen ist, lässt er sie ins Haus, und während Roxanne sich im Bad ankleidet, deckt er wie selbstverständlich den Abendbrottisch. Unkonventionell freunden sich beide an, wobei C. D. auch eine gute Allgemeinbildung offenbart.
Die Kleinstadt trifft sich wohl immer abends im Lokal von Dixie, die zumindest eine gute Freundin von C. D. ist. Hier sieht Roxanne erstmals Chris, und ihre Blicke treffen sich. Chris ist so schüchtern und gehemmt, dass er sich in der Toilette übergibt und flüchtet. Roxanne bittet später C. D. um eine Vermittlung zu Chris. Chris ist hocherfreut, nur kann er seine Schüchternheit auch jetzt nicht überwinden und will Roxanne vorerst nur einen Liebesbrief schreiben. Auch damit ist er hoffnungslos überfordert, und er bittet C. D., den Brief für ihn zu schreiben.
Der auch lyrisch begabte C. D. verfasst nicht nur diesen einen Brief, sondern auch weitere, bis ein Treffen von Roxanne und Chris unausweichlich ist. C. D. unterstützt auch dieses, indem er Chris über ein Walkie Talkie die rechten Worte vorsagt. Als Roxanne und Chris im Bett landen, ist das für C. D. nicht einfach, denn auch er hegt Gefühle für Roxanne. Er vertraut sich wohl Dixie an, wie man aus der weiteren Handlung schließen kann.
Chris fühlt sich in seiner Rolle auch nicht wohl, lernt plötzlich ohne die übliche Schüchternheit eine andere Frau kennen und verlässt mit ihr die Stadt. Zuvor schreibt er einen Abschiedsbrief in seinen ungehobelten Worten an Roxanne. Dieser Brief kreuzt sich mit einem romantischen Liebesbrief, den C. D. noch für Chris geschrieben hatte, den aber Dixie mit Urhebervermerk C. D. an Roxanne geschickt hat. Roxanne lässt C. D. in ihr Haus kommen, lässt ihn beide Briefe laut vorlesen. Ihr Verdacht bestätigt sich, dass alle früheren Briefe von ihm geschrieben wurden. C. D. rechtfertigt sich damit, dass er nur seine Gefühle für sie ausgedrückt habe. Roxanne wird handgreiflich, als sie erfährt, dass C. D. sich auch Dixie anvertraut hat und wirft ihn aus dem Haus.
C. D. versucht den Abgang zu verzögern, stockt aber, weil er etwas riecht. Er trifft mit seiner großen Nase in der Luft schnüffelnd am Feuerwehrhaus ein, lässt die Mannschaft aufsitzen und führt sie zum Ort eines gerade beginnenden Brandes, der Dank des frühzeitigen Einsatzes bei nur geringem Schaden gelöscht werden kann. Bei der Nachfeier erkennen die Bewohner der Kleinstadt und C. D., warum er diese große Nase hat. Daher reagiert C. D. auch nicht mehr aggressiv, als seine Nase das Thema ist.
Er verlässt die Feier und setzt sich sinnierend auf den First seines Hauses. Der Film schließt damit, dass er plötzlich Roxanne hört, die aus seinen Briefen zitiert und ihm gesteht, dass es genau die romantischen Worte in diesen Briefen waren, die sie in die Arme von Chris getrieben haben. Sie gesteht ihre Liebe zu C. D., er rutscht vom Dach, sie küssen sich etwas verschränkt, wegen der Nase, und verschwinden beide im Haus.

## Kritiken
- Lexikon des internationalen Films: „Frei nach „Cyrano de Bergerac“ entworfene Komödie, deren Längen trotz einiger witziger Einfälle nicht zu übersehen sind.“[1]
- Redaktion amazon.de: „Nicht nur die Geschichte funktioniert vorzüglich. Vielmehr vermittelt erst die visuelle Gestaltung des Films durch den australischen Regisseur Fred Schepisi dem Film seinen romantischen Unterton, ohne dabei in falsche Sentimentalitäten abzugleiten.“[2]

## Auszeichnungen
Steve Martin war 1988 als Bester Hauptdarsteller in einer Komödie oder einem Musical für den Golden Globe nominiert, musste sich allerdings Robin Williams für den Film Good Morning, Vietnam geschlagen geben. Martin gewann zudem den National Society of Film Critics Award und den Los Angeles Film Critics Association Award als Bester Darsteller sowie den WGA Award der Writers Guild of America für das Beste adaptierte Drehbuch.

## Sonstiges
- Gefilmt wurde im Sommer 1986 in der Ortschaft Nelson im kanadischen British Columbia. Steve Martin entschied, das lokale Feuerwehrhaus in der Baker Street als Hauptschauplatz zu nutzen, obwohl die Embleme auf den Fahrzeugen aus dem Staat Washington stammten.

- In der Beschimpfungsszene musste sich C.D. 20 kreative Witze über seine Nase einfallen lassen. Als sich C.D. zwischendurch bei den Umstehenden nach der Anzahl erkundigt, die er bereits erzählt hatte, antwortete ein Mann, er wäre bei 14; tatsächlich hatte er zu diesem Zeitpunkt bereits 19 Scherze zum Besten gegeben. Trotzdem fügte er weitere sechs hinzu und erreichte so eine Gesamtzahl von 25 Scherzen.

- Der Film bildete den ersten Teil einer losen Trilogie (zusammen mit L.A. Story und Der Zufalls-Dad) von Filmen, die Martin über die Liebe geschrieben hatte. In jedem Film besitzt der Hauptakteur eine enge, platonische Freundschaft mit einer Frau – In Roxanne mit Shelley Duvall, in L.A. Story mit Susan Forristal und mit Catherine O’Hara in Der Zufalls-Dad.